# جيمس هان
جيمس هان (بالإنجليزية: James Hahn)‏ هو محامي وقاضي وسياسي أمريكي، ولد في 3 يوليو 1950 في لوس أنجلوس في الولايات المتحدة. حزبياً، نشط في الحزب الديمقراطي. وقد انتخب Los Angeles City Controller ‏ (1 يوليو 1981 – 1 يوليو 1985) وانتخب Los Angeles City Attorney ‏ (1 يوليو 1985 – 1 يوليو 2001) وانتخب عمدة لوس أنجلوس ‏ (1 يوليو 2001 – 1 يوليو 2005).